# Михеевка (Дубровенский район)
Михеевка (бел. Міхе́еўка) — деревня в Дубровенском районе Витебской области Республики Беларусь. В составе Волевковского сельсовета.

## География
Ближайшие населённые пункты Борствиново, Коробки (Дубровенский район, Витебская область), через реку Днепр — Герасименки (Смоленская область) и др.

### Гидрография
На окраине деревни протекает река Гатьбуж. Недалеко протекает река Днепр.

## История
В 1910 году в Холбнянской волости Горецкого уезда Могилёвской губернии.

## Население

### Численность
- 2009 год — 12 жителей

### Динамика
- 1910 год — 31 двор, 126 муж., 131 жен.[2]
- 1999 год — 21 жителей (перепись населения)
- 2009 год — 12 жителей (перепись населения)

## Улицы
- Центральная